# Hexarthrius nigritus
Hexarthrius nigritus es una especie de coleóptero de la familia Lucanidae.

## Distribución geográfica
Habita en Tailandia.